# Mykola Hejko
Mykola (či Nikolaj) Hejko (22. května 1960 Ukrajina – 13. května 2009 Rusko) byl filmový režisér, scenárista a herec ukrajinského původu, který působil na přelomu 20. a 21. století v České republice.

## Biografie
Narodil se a vyrůstal v ukrajinském městečku Pomična (rusky Pomošnaja) v Kirovohradské oblasti. Vystudoval nejprve loutkoherectví a režii loutkového divadla, posléze filmovou režii pod vedením Rolana Bykova na filmové fakultě v Moskvě. V devadesátých letech se přestěhoval do ČR, kde žil se svou manželkou Kateřinou a posléze čtyřmi dcerami (Božena, Věra, Anastázie, Mariana) v obci Slatina. V posledních letech svého života žil a tvořil v Moskvě, kde ve věku 48 let zemřel na rakovinu.

## Filmografie v rámci české kinematografie
Nejvýznamněji se o úspěchy české kinematografie zasloužil coby asistent režie, neboť to byl on, kdo režíroval herecké výkony mladistvých herců v hlavních rolích dvou proslavených filmů Jana Svěráka:
- Kolja (zde režíroval herecký výkon Andreje Chalimona v roli Kolji)
- Tmavomodrý svět (zde režíroval Kryštofa Hádka v roli Karla Vojtíška).

## Scénář a režie dokumentů ČT
- Němci za Uralem (1996)
- Asteroid 2374 – Vladimír Vysockij (2000)
- Miliony lidských očí – Jurij Gagarin (2001)
- Neviditelní lidé – Ukrajinci v Evropě (2005)

## Herec
- Přelud
- Čert ví proč
- Smrt pedofila
- Biker
- Kolja
- Kanárek
- Minulost
- Šeptej

## Filmografie v rámci zahraniční kinematografie
Podílel se na jednom venezuelském a jednom makedonském filmu, většina jeho tvorby však náleží k ruské kinematografii a televizní tvorbě.

## Alternativní pravopis
Jeho příjmení se v českých pramenech uvádí v několika podobách:
- Mykola Hejko – je jeho rodné jméno v ukrajinské výslovnosti (psáno Микола Гейко)
- Nikolaj Hejko – nejčastější forma v českých materiálech
- Mikola Hejko – jedna z českých podob
- Nikolaj Gejko – je ruská podoba jeho jména (psáno Николай Гейко)
- Nikolay Geyko (Nikolay Geiko) – anglická podoba